# Brændt a' (film)
Brændt a' er en dansk stumfilm fra 1919 instrueret af Lau Lauritzen Sr. og efter manuskript af Valdemar Andersen.

## Medvirkende
- Oscar Stribolt, Basse
- Jacoba Jessen, Lise
- Carl Schenstrøm
- Victor Montell, Joachim, Lises kæreste
- Betzy Kofoed, Nicoline Dollerup, Basses tante
- Karen Winther